# George L. Mosse
George Lachmann Mosse (Berlín, 20 de septiembre de 1918-Madison, 22 de enero de 1999) fue un historiador especializado en el fascismo europeo y la Alemania nazi. Una de sus contribuciones al estudio del periodo de entreguerras fue el concepto de brutalización.

## Biografía
Nacido en Berlín el 20 de septiembre de 1918, tras la llegada al poder de Hitler en 1933 se vio obligado a abandonar Alemania junto a su familia y trasladarse a Inglaterra, donde llegó a estudiar en la Universidad de Cambridge, aunque con la Segunda Guerra Mundial se trasladó de nuevo, esta vez a los Estados Unidos. Se graduó en Haverford College en 1941 y se doctoró en la Universidad de Harvard en 1946. Mosse, que fue profesor de Iowa State University y de la Universidad de Wisconsin, fundó en 1966 junto a Walter Laqueur la publicación Journal of Contemporary History. Falleció en Madison (Wisconsin) el 22 de enero de 1999.

## Un historiador de las mentalidades
Sus primeros trabajos se centraron en la Reforma y la Inglaterra del siglo XVI. Sus investigaciones se orientan progresivamente hacia la historia intelectual de Europa occidental en general, antes de centrarse en el siglo XX y finalmente en Alemania, el nazismo, el racismo y el antisemitismo. Se alinea claramente en el campo historiográfico de los intencionalistas (corriente historiográfica que defiende la idea que el exterminio de los judíos fue una decisión tomada de forma consciente por las autoridades nazis y que se opone a la corriente de los "funcionalistas" que defienden la idea que el exterminio fue consecuencia de circunstancias exteriores a la política nazi como la guerra en el frente Este). 
Historiador de las mentalidades, una de sus principales aportaciones fue el concepto de "brutalización" aplicado a las sociedades que salen de la Guerra de 1914-1918. El historiador español Fernando del Rey Reguillo, que ha aplicado el concepto a la realidad de la Segunda República Española, lo ha definido de la siguiente forma: la concepción de la política «como una batalla que solo habría de cesar con la rendición incondicional del adversario, convertido de la noche a la mañana en irreconciliable enemigo y al que se deshumanizaba a través de estereotipos maniqueos y violentos. Los cambios y radicalización del lenguaje político, el recurso cotidiano a las armas, la banalización de la guerra, el gusto por la estética y los rituales de corte paramilitar, el culto a la violencia y a los mártires del propio ideal, así como la simbología preñada de agresividad (el puño cerrado, el saludo romano, los desfiles y carteles de fondo bélico..) reflejan a la perfección el nuevo mundo escindido entre amigos y enemigos, un ellos y un nosotros por completo antagónicos en medio de los cuales el respeto a las reglas del juego democrático, la preservación de los derechos individuales, los hábitos transaccionales y la tolerancia fueron marginados».
Otra especificidad de la obra de George L. Mosse es que no duda en colocarse «en el ojo del huracán», participando (bajo una falsa identidad) en reuniones de antiguos nazis en Alemania, o dialogando con Albert Speer (el arquitecto de Hitler) para entender mejor la estética del nazismo.
En su libro La Révolution fasciste, George L. Mosse comparte la tesis de Zeev Sternhell según la cual Francia fue la verdadera cuna del fascismo.

## Obra publicada
En inglés:
Mosse, G. L. (1988). Nationalism and Sexuality: Middle-Class Morality and Sexual Norms in Modern Europe. University of Wisconsin Press.
Mosse, G. L. (1998). The Image of Man: The Creation of Modern Masculinity (Studies in the History of Sexuality). Oxford University Press.

En español: 
Mosse, George L. 1997 La cultura europea del siglo XIX. Barcelona: Ariel.
Mosse, George L. 2005. La nacionalización de las masas: simbolismo político y movimientos de masas en Alemania desde las Guerras Napoleónicas al Tercer Reich. Madrid: M. Pons Historia.
Mosse, George L.  2008 "Haciendo frente a la historia : una autobiografía". Valencia, Universitat de Valencia.